# 佐戈·蘇普里昂托
佐戈·蘇普里昂托（1966年10月6日—），印尼前男子羽毛球運動員，活跃于1990年代。曾在1993年世界羽毛球錦標賽奪得男子單打冠軍，並分別在1992年及1995年贏得羽毛球世界杯男子單打冠軍。是印尼國家羽毛球隊在1994年、1996年、1998年奪得湯姆斯杯冠軍的隊員之一。
佐戈在1996年奧運會羽毛球男子單打比賽列為頭號種子，但他在半準決賽中負於馬來西亞選手瑞許·西迪出局。

## 主要比賽成績
只列出曾進入決賽的國際賽事成績：
| 年份   | 賽事                   | 項目     | 成績 |
| ------ | ---------------------- | -------- | ---- |
| 1989年 | 印尼羽毛球公開賽       | 男子單打 | 亞軍 |
| 1990年 | 全英羽毛球公開賽       | 男子單打 | 亞軍 |
| 1991年 | 印尼羽毛球公開賽       | 男子單打 | 亞軍 |
| 1992年 | 瑞士羽毛球公開賽       | 男子單打 | 冠軍 |
| 1992年 | 羽毛球世界盃           | 男子單打 | 冠軍 |
| 1992年 | 印尼羽毛球公開賽       | 男子單打 | 亞軍 |
| 1992年 | 德國羽毛球公開賽       | 男子單打 | 亞軍 |
| 1992年 | 泰國羽毛球公開賽       | 男子單打 | 冠軍 |
| 1993年 | 韓國羽毛球公開賽       | 男子單打 | 冠軍 |
| 1993年 | 全英羽毛球公開賽       | 男子單打 | 亞軍 |
| 1993年 | 世界羽毛球錦標賽       | 男子單打 | 冠軍 |
| 1993年 | 泰國羽毛球公開賽       | 男子單打 | 冠軍 |
| 1993年 | 中國羽毛球公開賽       | 男子單打 | 冠軍 |
| 1993年 | 世界羽毛球大奬賽總決賽 | 男子單打 | 冠軍 |
| 1994年 | 馬來西亞羽毛球公開賽   | 男子單打 | 冠軍 |
| 1994年 | 印尼羽毛球公開賽       | 男子單打 | 亞軍 |
| 1994年 | 日本廣島亞運會         | 男子單打 | 亞軍 |
| 1994年 | 泰國羽毛球公開賽       | 男子單打 | 冠軍 |
| 1995年 | 羽毛球世界盃           | 男子單打 | 冠軍 |
| 1995年 | 印尼羽毛球公開賽       | 男子單打 | 亞軍 |
| 1995年 | 新加坡羽毛球公開賽     | 男子單打 | 冠軍 |
| 1995年 | 美國羽毛球公開賽       | 男子雙打 | 冠軍 |
| 1995年 | 德國羽毛球公開賽       | 男子單打 | 冠軍 |
| 1995年 | 世界羽毛球大奬賽總決賽 | 男子單打 | 冠軍 |
| 1996年 | 日本羽毛球公開賽       | 男子單打 | 冠軍 |
| 1996年 | 美國羽毛球公開賽       | 男子單打 | 冠軍 |
| 1996年 | 印尼羽毛球公開賽       | 男子單打 | 冠軍 |
| 1996年 | 泰國羽毛球公開賽       | 男子單打 | 亞軍 |

## 外部連結
- Profil Joko Supriyanto | merdeka.com（页面存档备份，存于） （印尼文）
- Joko Supriyanto Data（页面存档备份，存于） （英文）